# José Canale
José María Canale Domínguez (ur. 20 lipca 1996 w Itauguá) – paragwajski piłkarz występujący na pozycji środkowego obrońcy, od 2024 roku zawodnik meksykańskiego Querétaro.